# Eddie Carroll
Eddie Carroll, född 5 september 1933 i Smoky Lake, Alberta, Kanada, död 6 april 2010 i Woodland Hills, Kalifornien, USA, var en kanadensisk skådespelare och röstskådespelare. Han flyttade till Hollywood på 1950-talet för att bli en skådespelare. Han tog över rollen som Benjamin Syrsa år 1971 efter att Cliff Edwards dog samma år. Eddie Carroll var ibland även kallad Eddy Carroll.